# Apenas um Rapaz Latino-Americano
"Apenas um Rapaz Latino-Americano" é uma canção composta e gravada por Belchior para o álbum Alucinação, de 1976, sendo a música de maior sucesso do artista. Não à toa, foi com este título que desde então o artista cearense também passou a ser chamado em muitas ocasiões, em textos jornalísticos.
A canção foi composta no período da ditadura militar brasileira. Por isso, em sua letra, Belchior expressa tudo o que o povo brasileiro, sobretudo os cantores, sentiam naquele momento. Impedidos de criticarem a política do país, os intérpretes de canções eram tratados como principais opositores ao regime militar.
Somando-se a isso, Belchior também retrata na letra, ainda que implicitamente, a realidade do migrante do interior do país ao se mudar para as grandes metrópoles em busca de oportunidades, mas que durante sua estadia, encontra uma série de obstáculos e dificuldades para tentar sobreviver.

## Videoclipe
O videoclipe da canção é bem conceitual, e foi mostrado pela primeira vez no programa Fantástico, da TV Globo, no dia 20 de junho de 1976.

## Na Cultura Popular
- Vários artistas já regravaram esta canção, como Zeca Baleiro, Engenheiros do Hawaii e Karina Buhr.[6]

- A canção fez parte da trilha-sonora da novela juvenil Cúmplices de um Resgate, cuja versão foi interpretada por João Camargo e Os Desafinados.[7]

- Em 1997, o grupo paulistano de rap Racionais MC's cita esta canção de Belchior na sua canção “Capítulo 4, Versículo 3”.[8]

## Curiosidades
- O "antigo compositor baiano", citado na canção, é interpretado como sendo o líder do Tropicalismo, Caetano Veloso. [2]